# Snoozer Quinn
Edwin McIntosh „Snoozer“ Quinn (* 18. Oktober 1906 in McComb, Mississippi; † 1949 in New Orleans, Louisiana) war ein US-amerikanischer Jazz-Gitarrist des Oldtime Jazz.

## Leben und Wirken
Snoozer Quinn erlernte bereits ab dem Alter von sieben Jahren das Mandolinen-, Gitarren- und Violinenspiel. Als seine Familie nach Bogalusa in Louisiana umzog, betätigte er sich, elfjährig, bereits als professioneller Musiker. Im Alter von siebzehn wurde er Mitglied der Paul English Travelling Shows und spielte kurze Zeit später im Orchester von Matt Britt.
1925 wurde er Mitglied der Band von Peck Kelley, Peck’s Bad Boys, mit der er in Shreveport spielte, und trat in den folgenden Jahren in der Gegend um New Orleans auf. Auf Empfehlung von Bix Beiderbecke wurde er von Paul Whiteman engagiert. Snoozer Quinn war für seine Virtuosität unter vielen Musikerkollegen (wie Eddie Lang, Bix Beiderbecke, Jack Teagarden, Frank Trumbauer, Joe Venuti) legendär, die ihn auf spätnächtlichen Jam-Sessions nach seinem Spiel im Paul Whiteman-Orchester in New York Ende der 1920er-Jahre hörten. Nach dem kurzen Engagement bei Paul Whiteman in New York kehrte er, bereits erkrankt, 1929 ins heimatliche New Orleans zurück. Es gibt nur wenige Aufnahmen von ihm, im Wesentlichen die Aufnahmen, die sein Freund, der Kornettist Johnny Wiggs (der dabei auch Kornett spielt) kurz vor seinem Tod mit ihm machte, als Quinn schon wegen seiner Tuberkulose in einem Krankenhaus lag. Zu hören sind Clarinet Marmalade, Singing the Blues, Snoozer’s Telephone Blues, Georgia on My Mind/Smoke Gets in My Eyes, Snoozer’s Wanderings, You Took Advantage of Me, Out of Nowhere, My Melancholy Baby und Nobody’s Sweetheart.
Die acht Plattenseiten, die er 1925 für Victor machte, sind verschollen, ebenso die Trio-Aufnahmen Singing the Blues mit Bix Beiderbecke und Frank Trumbauer 1929 für Columbia. Daneben gibt es noch Aufnahmen mit dem großen Paul Whiteman Orchester, wo er einige Monate 1928/29 spielte, in dessen üppigen Arrangements er allerdings kaum zu hören ist, und auf einer Aufnahme mit dem Hillbilly-Sänger (und späteren Gouverneur von Louisiana) Jimmie Davis von 1931. Außerdem soll er noch vier Solo-Stücke 1928 in San Antonio aufgenommen haben. Möglicherweise gab es auch (heute ebenfalls verschollene) Aufnahmen für RCA.